# Czesław Siekierski
Czesław Adam Siekierski, né le 8 octobre 1952 à Stopnica, est un homme politique polonais.